# Трамезаиг
Трамезаи́г (фр. Tramezaïgues, окс. Tramedaigas) — коммуна во Франции, находится в регионе Юг — Пиренеи. Департамент — Верхние Пиренеи. Входит в состав кантона Вьель-Ор. Округ коммуны — Баньер-де-Бигор.
Код INSEE коммуны — 65450.

## География

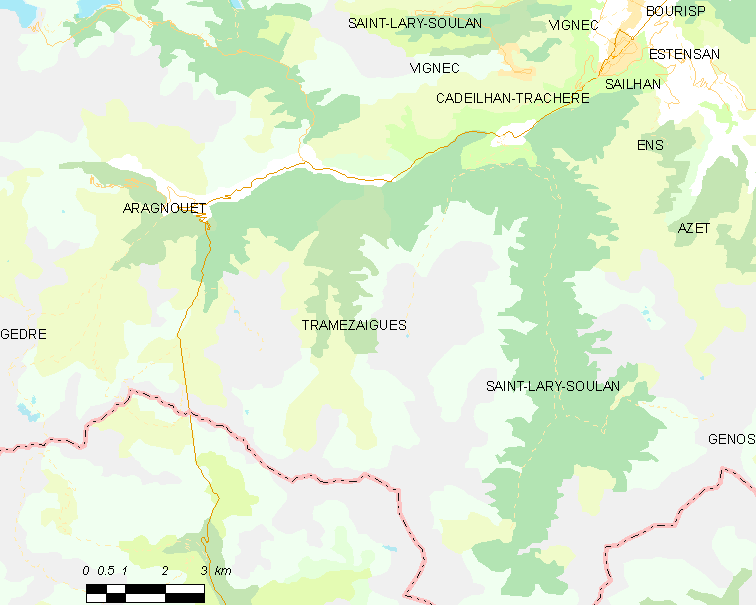
Карта коммуны

Коммуна расположена приблизительно в 700 км к югу от Парижа, в 130 км юго-западнее Тулузы, в 55 км к югу от Тарба.
Коммуна расположена в долине Ор. На севере коммуны протекает река Нест-д’Ор.

## Климат
Климат умеренно-океанический с солнечной тёплой погодой и обильными осадками на протяжении практически всего года.

## Население
Население коммуны на 2010 год составляло 33 человека.
| 1962 | 1968 | 1975 | 1982 | 1990 | 1999 | 2010 |
| ---- | ---- | ---- | ---- | ---- | ---- | ---- |
| 71   | 52   | 38   | 33   | 27   | 30   | 33   |

## Администрация
| Период | Период | Фамилия       | Партия | Примечания |
| ------ | ------ | ------------- | ------ | ---------- |
| 2001   | 2014   | Жерар Палассе |        |            |
| 2014   | 2020   | Дидье Фуртин  |        |            |

## Экономика
В 2010 году среди 17 человек трудоспособного возраста (15-64 лет) 16 были экономически активными, 1 — неактивным (показатель активности — 94,1 %, в 1999 году было 100,0 %). Из 16 активных жителей работали 16 человек (11 мужчин и 5 женщин), безработных не было. Среди 1 неактивного 0 человек были учениками или студентами, 0 — пенсионерами, 1 был неактивным по другим причинам.

## Достопримечательности
- Руины замка Трамезаиг[фр.] (XI—XII века). Исторический памятник с 1980 года[4]
- Церковь Св. Дионисия

## Фотогалерея

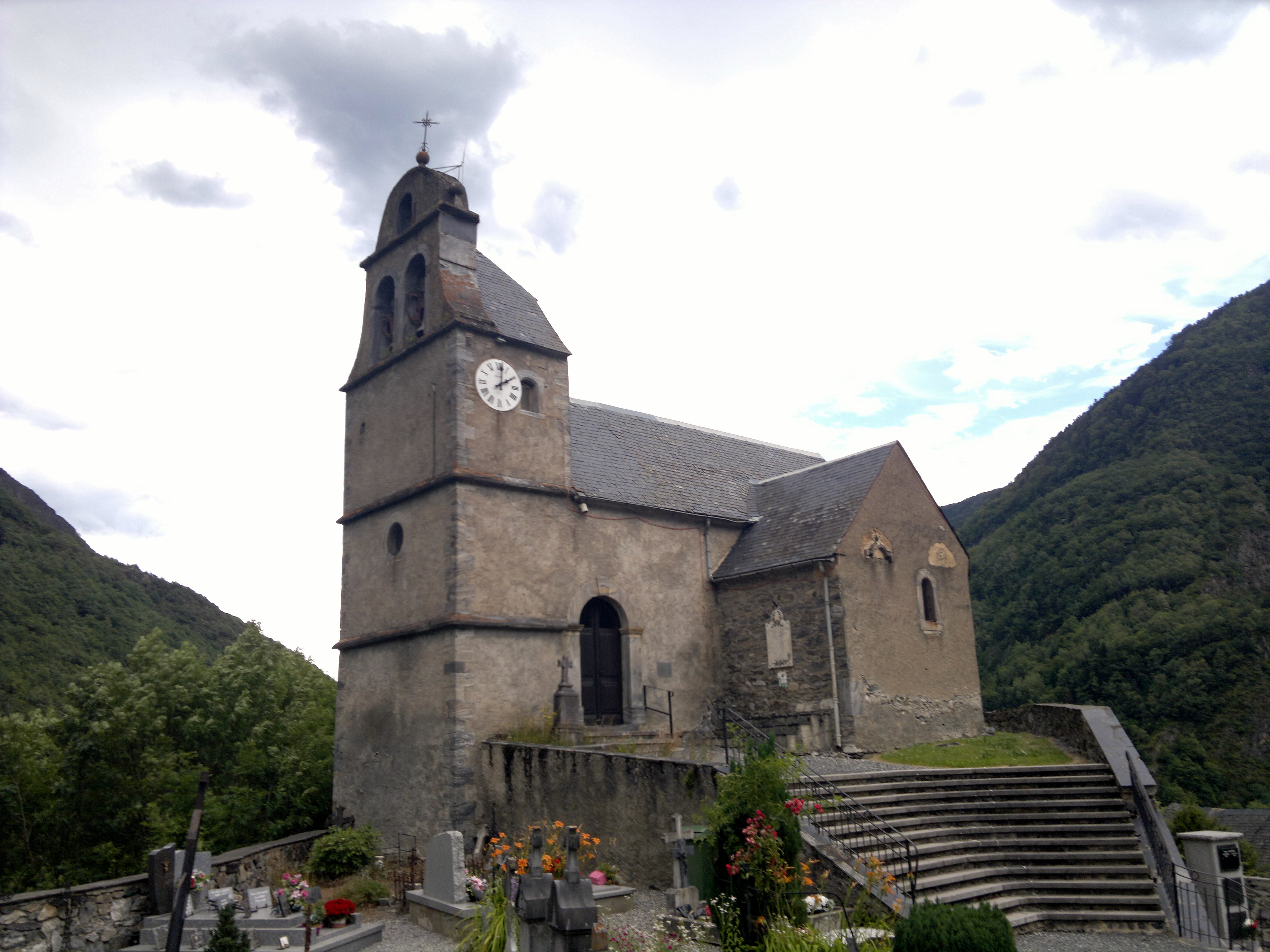
Церковь Св. Дионисия
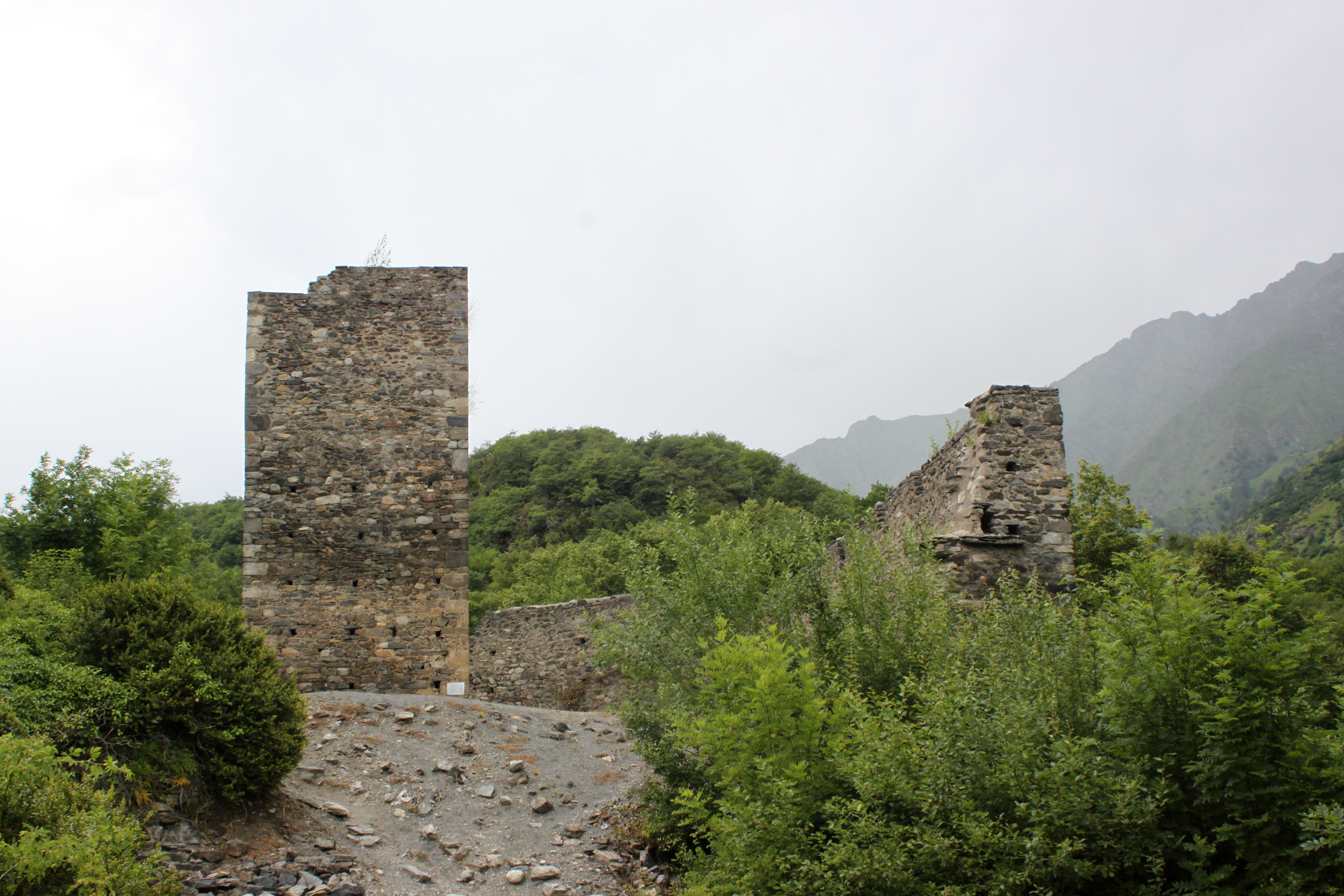
Руины замка Трамезаиг
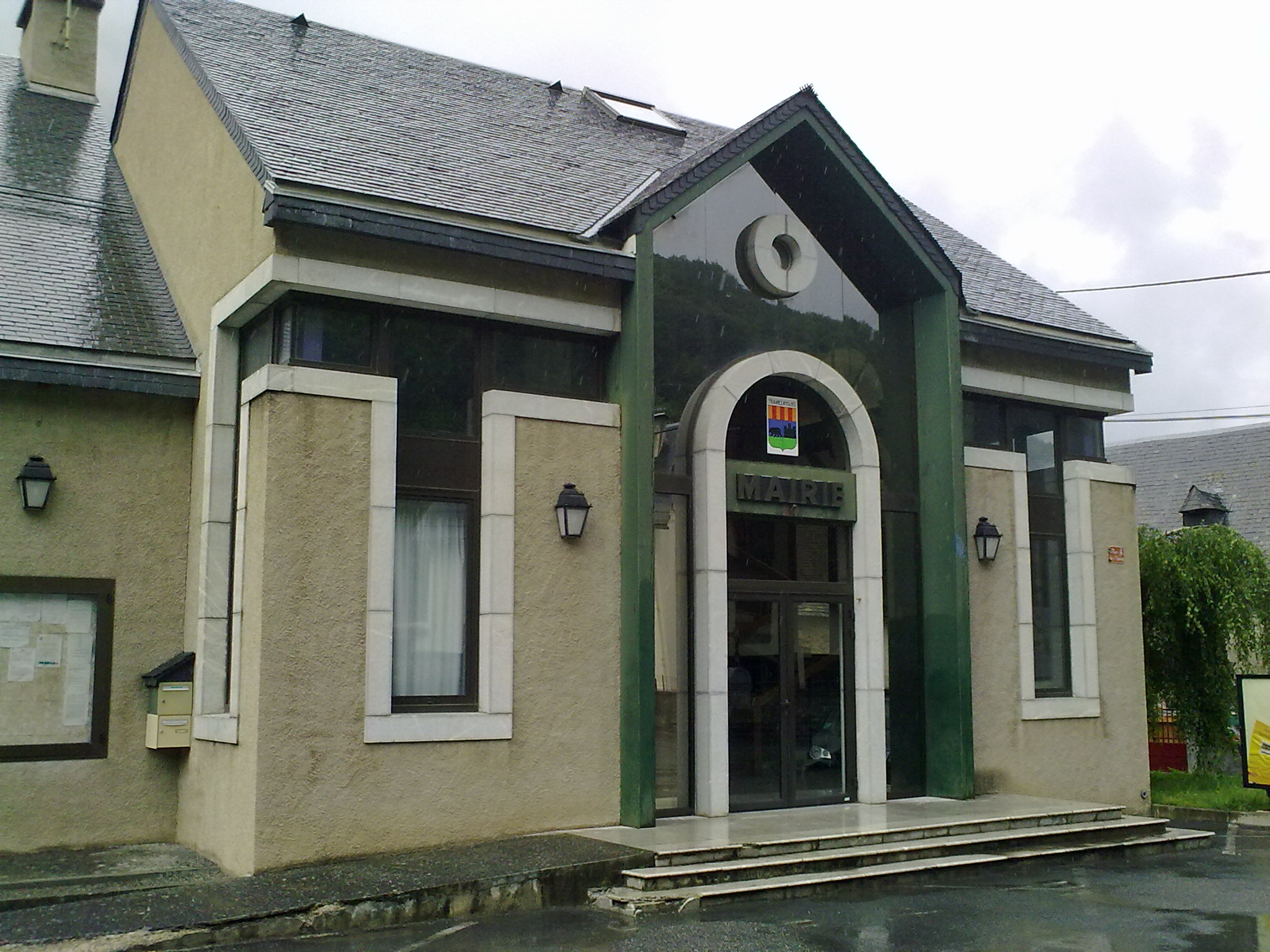
Мэрия
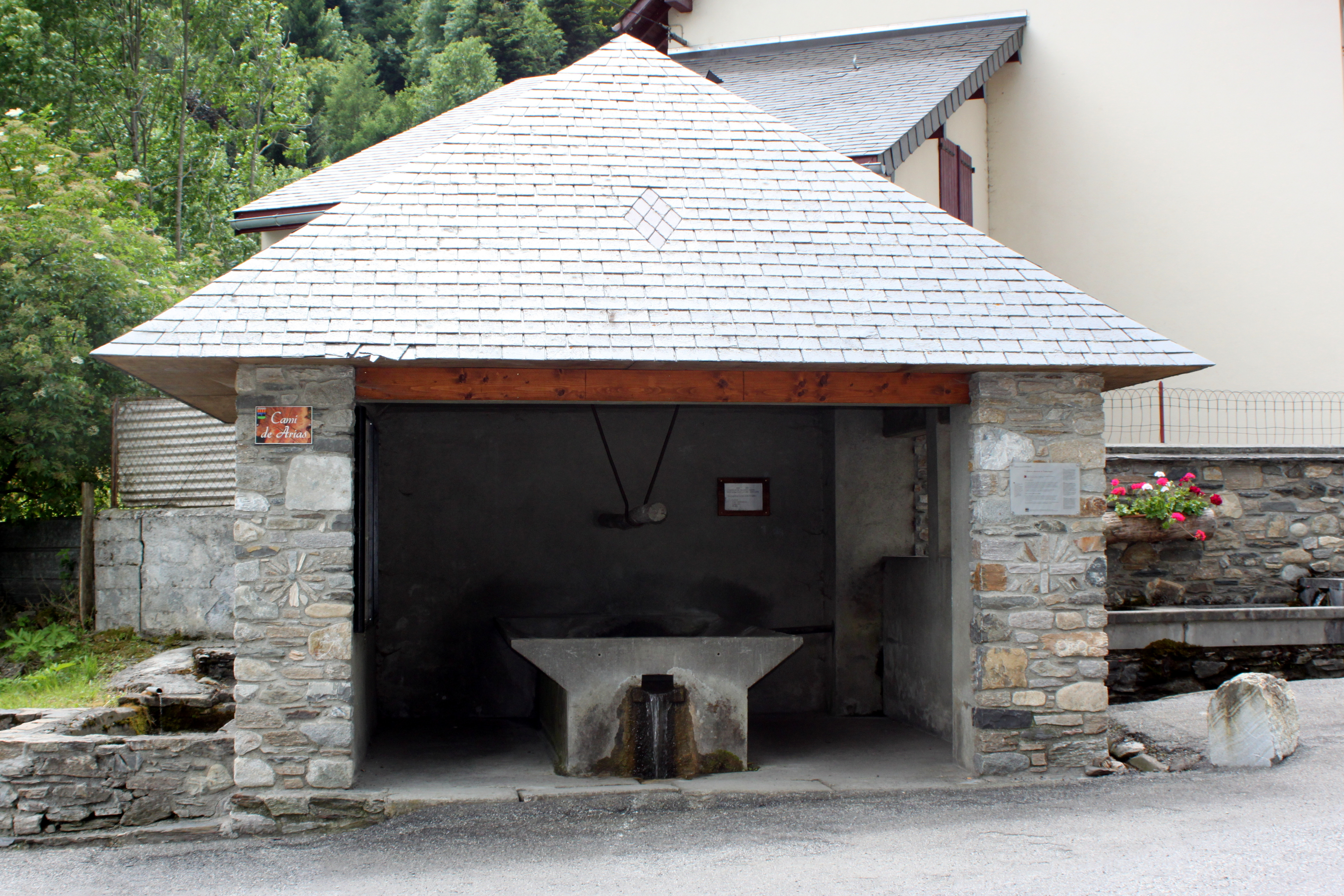
Общественная прачечная